# Jezernica (Javornik)
Jezernica je potok v Karavankah. Svoje vode nabira na jugovzhodnih pobočjih gore Veliki Zdrtnik (1432 m) ob slovensko-avstrijski meji. Blizu vasi Javorniški rovt (pri zaselku Pri Žagi) se izliva v potok Javornik, ki se nato na Jesenicah kot levi pritok izlije v Savo Dolinko.